# Грецлер, Гаэтано
Гаэтано Грецлер (итал. Gaetano Grezler; род. 1765, Верона, Венеция) — итальянский художник-портретист и меценат.

## Биография
Гаэтано Грецлер родился на севере Италии в «семье, вероятно, происходящей из Германии». В молодом возрасте он стал учеником художника Феличе Чиньяроли, который привил Грецлеру любовь к иконописи. Работы, созданные Грецлером в период учёбы у Чиньяроли, находятся в коллекции итальянского политика Джованни Костабили и по большей части представляют из себя пейзажи итальянских городов. После изгнания Чиньяроли в монастырь, Гаэтано Грецлер перебрался в Венецию, где почти сразу же начал принимать участие в конкурсных мероприятиях, победа в которых позволяла стать членом Венецианской академии изящных искусств. После нескольких проигрышей на конкурсах, Грецлер решил сделать ставку на изображение обнажённой натуры, и отточив свои навыки в этом направлении, в 1791 году всё-таки получил право на вступление в ряды членов Венецианской академии и Коллегии художников. По мнению итальянского искусствоведа Паоло Делоренци, Грецлер в 1791 году получил звание члена академии не только благодаря своим навыкам изобразительного искусства, но и благодаря покровительству итальянского политика Джованни Джованелли, в доме которого художник проживал некоторое время перед переездом в Венецию, и в семье которого Грецлер исполнял роль личного портретиста.

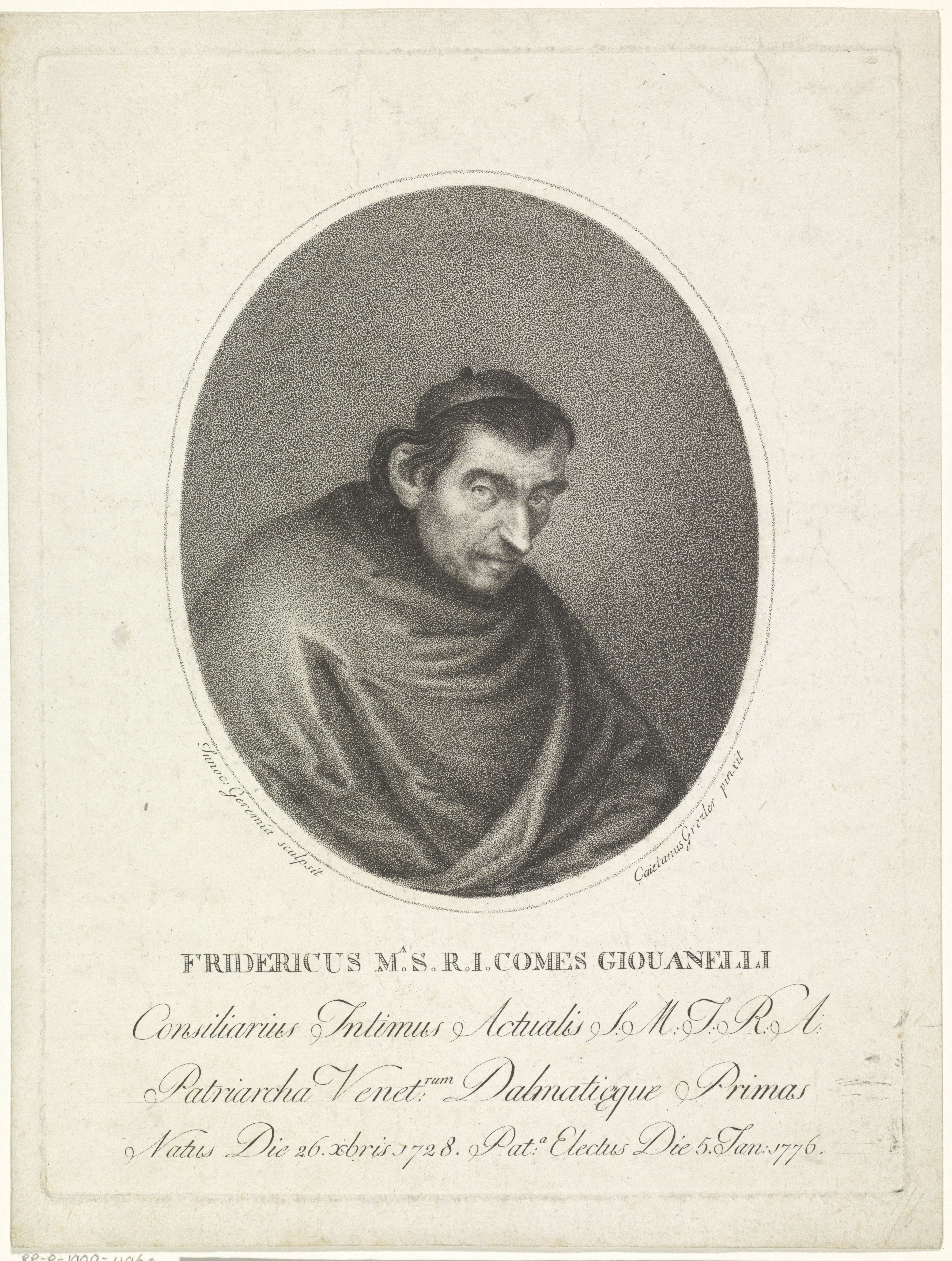
Портрет венецианского патриарха Джованелли, Федерико Мария, написанный Грецлером во время бытности им личным портретистом семьи Джованелли

Став членом академии, Гаэтано Грецлер сосредоточился на создании прижизненных портретов и в течение следующих десяти лет неоднократно привлекался для изображения высших итальянских иерархов. Во время итальянских походов Наполеона Бонапарта многие религиозные учреждения в Венеции были закрыты, а их имущество выставлено на торги. Грецлер выкупил некоторые реликвии и перевёз их на Истрийский полуостров, в город Воднян, куда впоследствие переехал и сам. В 1818 году он пожертвовал пару своих картин и коллекцию выкупленных в Венеции реликвий Церкви Святого Власия в Водняне, где она хранится и по сей день.